# Umoonasaurus
Umoonasaurus es un género extinto representado por una única especie de plesiosaurio perteneciente a la familia Leptocleididae. Este género vivió hace aproximadamente 115 millones de años (épocas del Aptiense al Albiense) en los mares poco profundos que cubrían buena parte de la moderna Australia. Era un animal relativamente pequeño que medía cerca de 2.5 metros de largo. Un rasgo distintivo de Umoonasaurus es la presencia de tres crestas en su cráneo.